# Wolfram Christ (Musiker)
Wolfram Christ (* 17. Oktober 1955 in Hachenburg im Westerwald) ist ein deutscher Bratschist und Dirigent.

## Leben
Als Sechsjähriger begann Christ mit dem Geigenunterricht und wechselte im Alter von zwölf Jahren zur Viola. Im Alter von 20 Jahren war er ARD-Preisträger in München. Herbert von Karajan engagierte ihn 1978 als ersten Solobratschisten für die Berliner Philharmoniker. Diese Stelle hatte Christ bis 1999 inne. In dieser mehr als 20 Jahre währenden Zeitspanne trat Christ neben seiner Tätigkeit im Orchester als Solist sowie in Kammermusikgruppen auf. Von 1999 bis 2023 lehrte Wolfram Christ als Professor für Viola an der Hochschule für Musik Freiburg.
Von 1995 bis 2000 war Christ Künstlerischer Leiter und Berater am Sydney Conservatory of Music in Australien.
Von 2004 bis 2008 war Christ Chefdirigent des Kurpfälzischen Kammerorchesters in Mannheim. Dort widmete er sich besonders der Musik der Mannheimer Schule. Der Dirigent Claudio Abbado berief Wolfram Christ 2005 zum Künstlerischen Leiter der „Accademia Gustav Mahler“ in Ferrara und Potenza. Ebenfalls auf Einladung von Abbado ist Christ Solobratschist und Gründungsmitglied des Lucerne Festival Orchestra in Luzern.
Christ dirigierte unter anderem das Royal Danish Orchestra, Kopenhagen, das Durban Philharmonic Orchestra, das SWR Sinfonieorchester Kaiserslautern, das Auckland Philharmonia Orchestra, das Münchener Kammerorchester, das Kammerorchester Basel, die Deutsche Radio Philharmonie Saarbrücken, das Orchestra Mozart, Bologna, die Rheinischen Philharmonie, die Südwestfälischen Philharmonie, das Bayerische Kammerorchester, die Festival Strings Lucerne und die Camerata Madrid. Regelmäßig dirigiert er Projekte mit dem Simon Bolivar Orchester in Caracas, Venezuela. Seit 2009 ist Wolfram Christ erster Gastdirigent beim Stuttgarter Kammerorchester.

## Ehrungen und Auszeichnungen
1992 erhielt Christ den Grand Prix du Disque für seine Einspielung des Trios für Flöte, Bratsche und Harfe von Claude Debussy bei der Deutschen Grammophon.
Für die Einspielung der Kammermusik Nr. 5 für Bratsche und Orchester von Paul Hindemith mit den Berliner Philharmonikern und Claudio Abbado erhielt er den Grammy.